# Olga Charvátová
Olga Charvátová-Križová, češka alpska smučarka, * 11. junij 1962, Zlín.
Svoj največji uspeh kariere je dosegla na Olimpijskih igrah 1984, kjer osvojila bronasto medaljo v smuku, ob tem je bila še osma v veleslalomu in deseta v slalomu. Nastopila je tudi na treh svetovnih prvenstvih, najboljšo uvrstitev je dosegla leta 1982 s petim mestom v kombinaciji. V svetovnem pokalu je tekmovala osem sezon med letoma 1978 in 1986 ter dosegla dve zmagi in še dvanajst uvrstitev na stopničke. Najboljšo uvrstitev v skupnem seštevku svetovnega pokala je dosegla s četrtim mestom leta 1986, leta 1984 je bila tretja v kombinacijskem seštevku.
Tudi njena hči Klára Křížová je alpska smučarka.